# 맥아피 사이트어드바이저
맥아피 사이트어드바이저(McAfee SiteAdvisor) 또는 맥아피 웹어드바이저(McAfee WebAdvisor)는 웹을 크롤링하고 찾은 사이트에서 맬웨어 및 스팸을 테스트하여 웹 사이트의 안전성을 보고하는 서비스이다. 브라우저 확장 프로그램은 웹 검색 결과와 같은 하이퍼링크에 이러한 등급을 표시할 수 있다. 이전에는 사용자가 사이트 리뷰를 제출할 수 있었다.
이 서비스는 원래 2006년 2월 10일 코드콘(CodeCon)에서 처음 소개된 MIT 스타트업인 사이트어드바이저(SiteAdvisor, Inc)사에 의해 개발되었으며 이후 2006년 4월 5일 맥아피에 인수되었다. 창립 이후 일부 사이트에 대한 등급이 부적절하다는 비판을 받아왔다. 특히 불만을 해결하는 데 걸리는 시간에 대해 비판을 받았다.